# Nepřítel je uvnitř
Nepřítel je uvnitř je 3. epizoda 1. řady sci-fi seriálu Hvězdná brána.

## Děj
V předcházející epizodě, byl Major Charles Kawalsky nakažen Goa'uldem aniž si toho kdokoliv všiml. Goa'uld kvůli svému mládí nedokázal nad Kawalskym získat úplnou kontrolu. To způsobuje výpadky paměti, během kterých Goa'uld přebírá kontrolu nad jeho tělem.
Mezitím plukovník Kennedy, který přijel z Pentagonu, vyslýchá Teal'ca. Nejprve se ptá na technologii Goa'uldů. Teal'c vžak nezná odpovědi, protože Goa'uldská technologie je považovaná za kouzlo. Nicméně, sděluje, že Goa'uldi vládnou silou, jejich počet je velmi malý, ale narůstá a zabijí každého, kdo jim neslouží. Goa'uldi, jako například Apophis, jsou Vládci soustavy a vládnou mnoha světům jako jejich bohové. Teal'c Kennedymu říká, že podle pověsti Goa'uldi objevili před tisíciletími primitivní svět Tau'ri, kde se vyvinuli lidé. Goa'uldi tyto primitivní lidi dokonale využili. Vybrali si z nich své hostitele, z dalších se stali Jaffové a ze zbytku udělali otroky a rozseli je po planetách, aby jim sloužili. Přesto jejich svět byl zapomenut po staletí. Mnoho světů v galaxii je obydleno starověkými národy Země.
Dr. Warner zjistí při vyšetření Kawalského, že má kolem celé míchy ovinutého jakéhosi parazita, který mu prostupuje celým nervovým systémem. Po skončení vyšetření jej Dr. Warner odvolá z aktivní služby, avšak Goa'uld převezme nad Kawalským kontrolu a vrhne se na doktora, který stihne vyvolat poplach. O'Neill nalézá Kawalského ve výtahu, když sedí u Carterové a žádá o pomoc. Je zmatený a opět si nic nepamatuje. Je odveden na ošetřovnu a připoután na lůžko. Teal'c informuje Hammonda a O'Neilla, že Goa'uld zabije svého hostitele jestliže se jej pokusí odstranit. Kenedy navrhuje vyjednávání se symbiontem. Ten se však na pozemšťany dívá jako na nižší rasu a odmítá Kawalského opustit. Kawalsky je připravován na vyjmutí symbionta. Teal'c nabídne svou pomoc a Dr. Warner zkouší, které anestetikum jeho larvu uspí. Výsledky použijí při následné operaci. Zdá se, že operace byla úspěšná. Kennedy oznamuje Hammondovi, že odjíždí a Teal'ca bere s sebou. Hammond nesouhlasí, musí se však podřídit rozkazům.
Kawalsky žádá o setkání s Teal'cem o samotě, aby mu poděkoval za jeho pomoc. Jakmile jsou sami, Kawalskyho oči žhnou a chytí Teal'ca pod krkem. Goa'uld říká Teal'covi, že to co odstranili při operaci byla jen mrtvá schránka, a že převzal kontrolu nad hostitelem. Potom co Kawalsky Teal'ca přemůže, pokouší se o únik skrz Hvězdnou bránu. Když vejde do prostoru brány, najde zde Teal'ca stojícího na rampě, který mu blokuje cestu. Oba začnou bojovat, zatímco O'Neill a Hammond se pokouší zavřít Hvězdnou bránu. Kawalsky s Teal'cem se při rvačce dostávají až k Hvězdné bráně, a část Kawalskyho hlavy je již v červí díře. Brána se zavře a Kawalsky padá k zemi. Má odříznutou malou část hlavy, která již prošla bránou. O'Neill jde na rampu a vidí jak z Kawalského vypadne zbytek mrtvé larvy. Teal'c prokázal svou čest a oddanost SGC, a proto prezident povolil jeho zařazení jako čtvrtého člena SG-1.